# Orlické muzeum v Chocni
Orlické muzeum v Chocni sídlící na choceňském zámku bylo založeno z iniciativy několika vlastenců začátkem 20. století. Toto městské muzeum návštěvníkům nabízí stálé expozice v oblastech historie, archeologie a paleontologie i pravidelně obměňované krátkodobé výstavy.

## Založení muzea

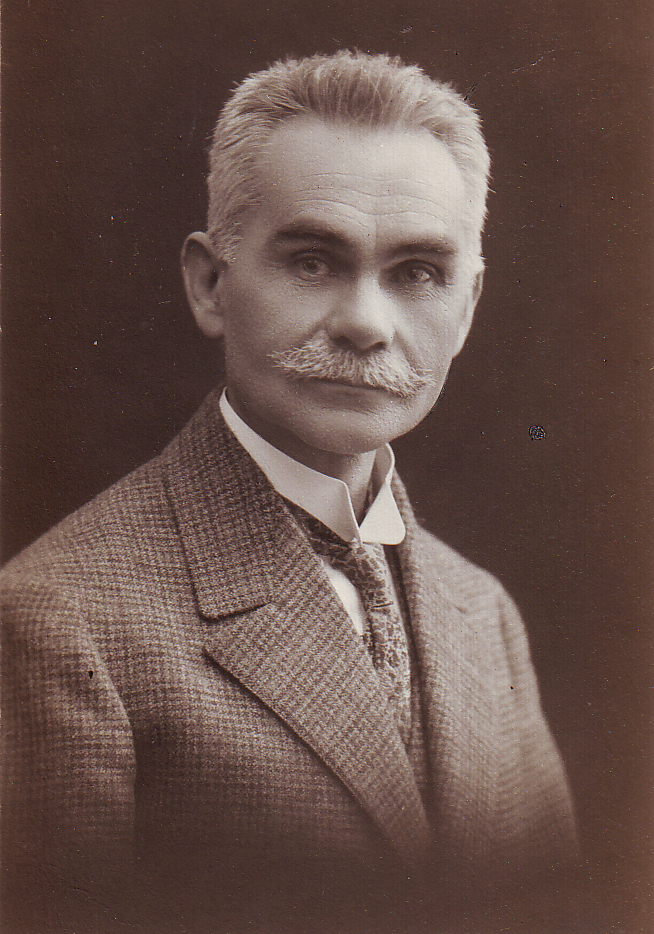
Karel Prudič (1874-1933), správce muzea v Chocni v letech 1908-1933.

U zrodu choceňského muzea stál učitel přírodopisu a pozdější ředitel měšťanské školy v Chocni Karel Prudič. V květnu roku 1906 inicioval založení Muzejního odboru (předseda A. Götler, dále Dr. V. Tomek a K. Prudič), který se obracel na veřejnost s výzvou na sběr předmětů a oslovil město s žádostí o založení instituce. Počáteční nezájem veřejnosti i města zlomila návštěva profesora Antonína Friče, Prudičova přítele ze studií v Praze. Uznávaný přírodovědec a paleontolog Frič dokázal městskou radu přesvědčit o smysluplnosti existence muzea. (V článku z roku 1911 zdůraznil, že choceňské muzeum nevznikalo na základě náhodných sbírek, ale plánovitě, obdobně jako muzeum v Lázních Bělohrad.) Dne 6. dubna 1908 tak městská rada jednohlasně odsouhlasila jeho zřízení.

## Počátky a válečná období

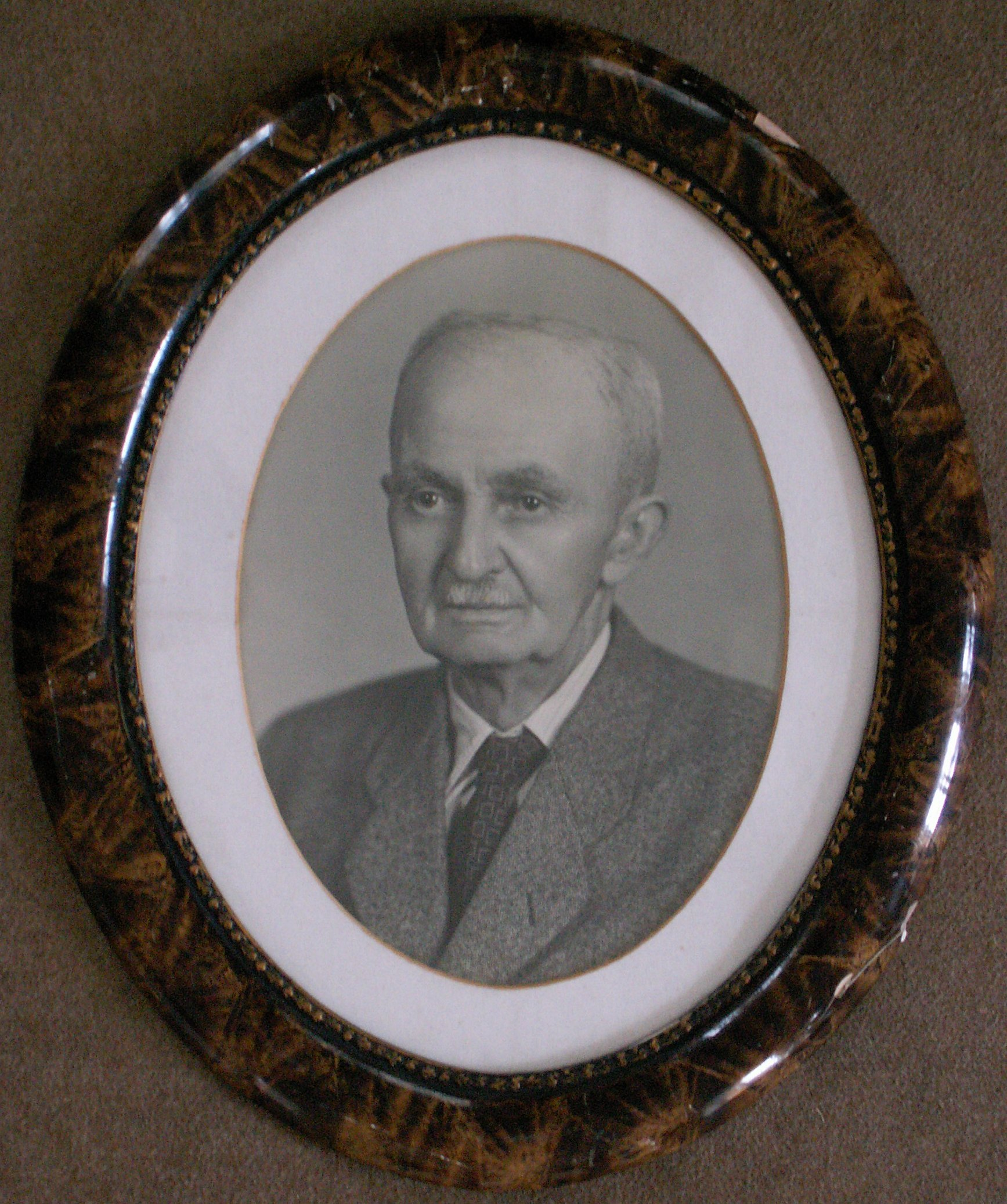
Jan Bezdíček (1874-1961), správce muzea v Chocni v letech 1935–1961

Prvním prostorem vyčleněným pro fungování muzea byla čítárna zasedací místnosti radnice veřejnosti zpřístupněna 16. května 1908. Do čela muzea byl jmenován Prudič, který pokračoval ve výzvách občanům na rozšíření sbírek a získané předměty tematicky členil a zapisoval. Nárůst počtu sbírkových předmětů vedl k rozšíření prostor. Muzeum se přestěhovalo do přízemí měšťanské školy, stálá expozice byla na radnici. Uvažovalo se i o výstavbě nové budovy „Na rejdišti“, architektonické plány zpracoval Fričův zeť O. Tille. Po vypuknutí první světové války se od výstavby nové budovy ustoupilo, po skončení války muselo muzeum opustit i prostory školy, která je opět využívala k výuce. Znovuotevření se muzeum dočkalo roku 1922 v prvním patře bývalého špitálu vedle zvonice.
Správce muzea Karel Prudič kolem sebe sdružoval i navyšoval počty zájemců o archeologii a historii. Vypracovával podrobné nálezové zprávy z archeologických nalezišť, shromažďoval důležité listiny a archiválie a publikoval práce o historii Choceňska. V čele muzea K. Prudič působil až do své smrti v roce 1933. Hledání nového správce trvalo dva roky, roku 1935 se do čela muzea postavil Jan Bezdíček, kterému se podařilo uchránit sbírky muzea v průběhu 2. světové války bezpečně uložené v bednách na několika místech ve městě. Jen malá část předmětů byla v letních měsících vystavována v prostorách městské spořitelny.

## Muzeum na choceňském zámku

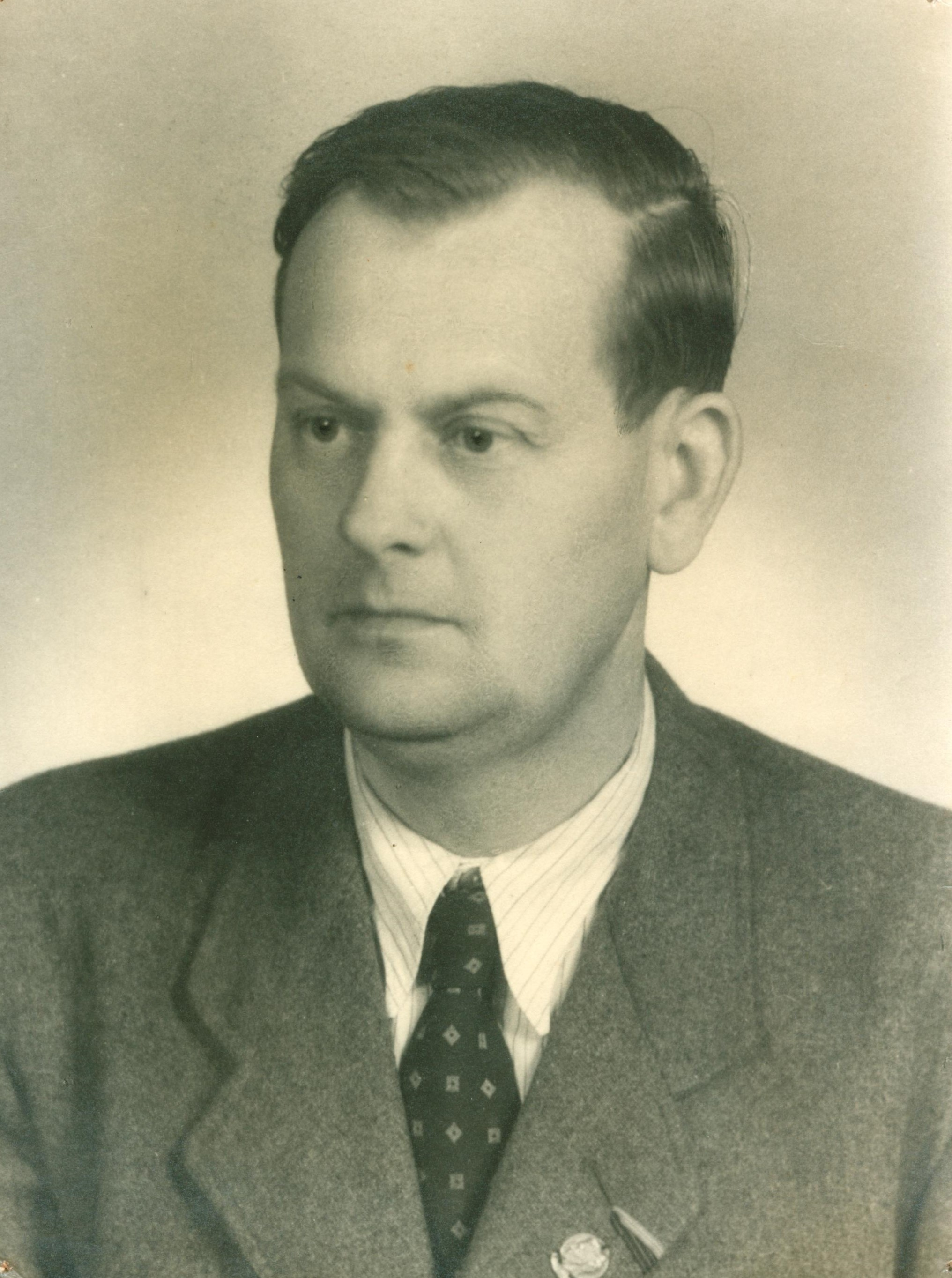
Leopold Šimánek (1912-1974), správce muzea v Chocni v letech 1961-1974.

Na základě dekretů prezidenta republiky byl zámek v Chocni zabaven dosavadnímu majiteli (knížecí větvi rodu Kinských) a stal se majetkem tehdejšího národního výboru města. Své místo na zámku našla místní ZUŠ, nastěhováno do něj bylo několik rodin, tři místnosti a kapli získalo muzeum.
V padesátých letech 20. století muzeum vystavovalo stále pouze v letních měsících, změna přišla s výměnou vedení po roce 1960. Novým správcem byl jmenován Leopold Šimánek, odborný učitel základní školy v Chocni. Odstěhováváním rodin ubytovaných na zámku muzeum postupně získávalo další místnosti, zaměstnanci a podporovatelé muzea připravili řadu nových expozic. Protože aktivity Vlastivědného muzea v Chocni přesahovaly území města, bylo v roce 1963 rozhodnuto o jeho přejmenování na současnou podobu, tedy Orlické muzeum.
V důsledku havarijního stavu zámku se muzeum opakovaně veřejnosti uzavíralo na dílčí opravy a rekonstrukce. Skupina podporovatelů a dobrovolných pracovníků muzea nazývaná aktiv měla kolem dvaceti aktivních členů různého zaměření, převažovalo přírodovědné. Členové aktivu vedli řadu zájmových kroužků pro děti, muzeum také užívalo chatu Šajtava ve Zdobnické Seči v Orlických horách jako přírodovědnou stanici. Změny ve vývoji instituce nastaly v roce 1974, kdy byl na hranicích s Rakouskem zjištěn pokus o převezení několika sbírkových předmětů ze sbírek muzea. Následovalo vyšetřování, rozpuštění muzejního aktivu i tragická smrt správce Leopolda Šimánka.
Po skončení vyšetřování nastoupil roku 1976 na uvolněnou pozici správce Zdeněk Štaffen, geolog z Litoměřic. Přetrvávaly problémy se stavem zámku, v roce 1978 např. došlo k samovolnému zřícení části stropu, zámek byl proto znovu uzavírán a opravován, havarijní stav stavby se však vyřešil až rozsáhlou rekonstrukcí dokončenou začátkem devadesátých let 20. století. Koncem sedmdesátých let 20. století dle nové koncepce okresního národního výboru v Ústí nad Orlicí mělo být hlavní zaměření muzea přírodovědné, na zámku proto byla zřízena dílna a laboratoř k rozboru geologických vrtů křídových usazenin druhohorního moře.
Od roku 1983 v muzeu pracoval Zdeněk Nigrin (Člen Československé entomologické společnosti, Československé akademie věd, člen Českého svazu ochránců přírody atd.). Jednalo se o nadšeného přírodovědce, který při muzeu vedl mimo jiné přírodovědný kroužek. Jeho práci ukončila tragická smrt během speleologické výpravy v jeskyni Abisso Michele Gortani v roce 1987, při níž zahynuli také Jaromír Musil a Miroslav Pešek.

## Současnost
Orlické muzeum je organizační složkou Města Choceň. Muzeum spravuje přes 14 tisíc sbírkových předmětů evidovaných v CES, část z nich návštěvníci naleznou v expozicích a výstavách, muzeum má také vlastní knihovnu.

### Sbírky muzea
V expozici lze vidět např. truhlu Albrechta z Valdštejna, její původ byl odhalen během restaurování, či odlitky zkamenělých kostí ptakoještěra. Originály fosilií ptakoještěra nalezené roku 1880 v Zářecké Lhotě označené názvem Cretornis hlavaci se nachází ve sbírkách Národního muzea. Za unikátní sbírkový předmět byla ve 40. letech 20. století považována 2 000 let stará břitva (lunula). Břitva patří do souboru archeologických nálezů z pohřebišť z nedalekých Běstovic, k vidění je v archeologické části stálé expozice. Jako samostatný prohlídkový okruh funguje kaple Nanebevzetí Panny Marie využívaná také ke koncertům a svatbám. V roce 2022 byla otevřena expozice Letecká výroba na Choceňsku mapující historii firmy na výrobu letadel Beneš-Mráz, později Orličan n. p.

## Galerie

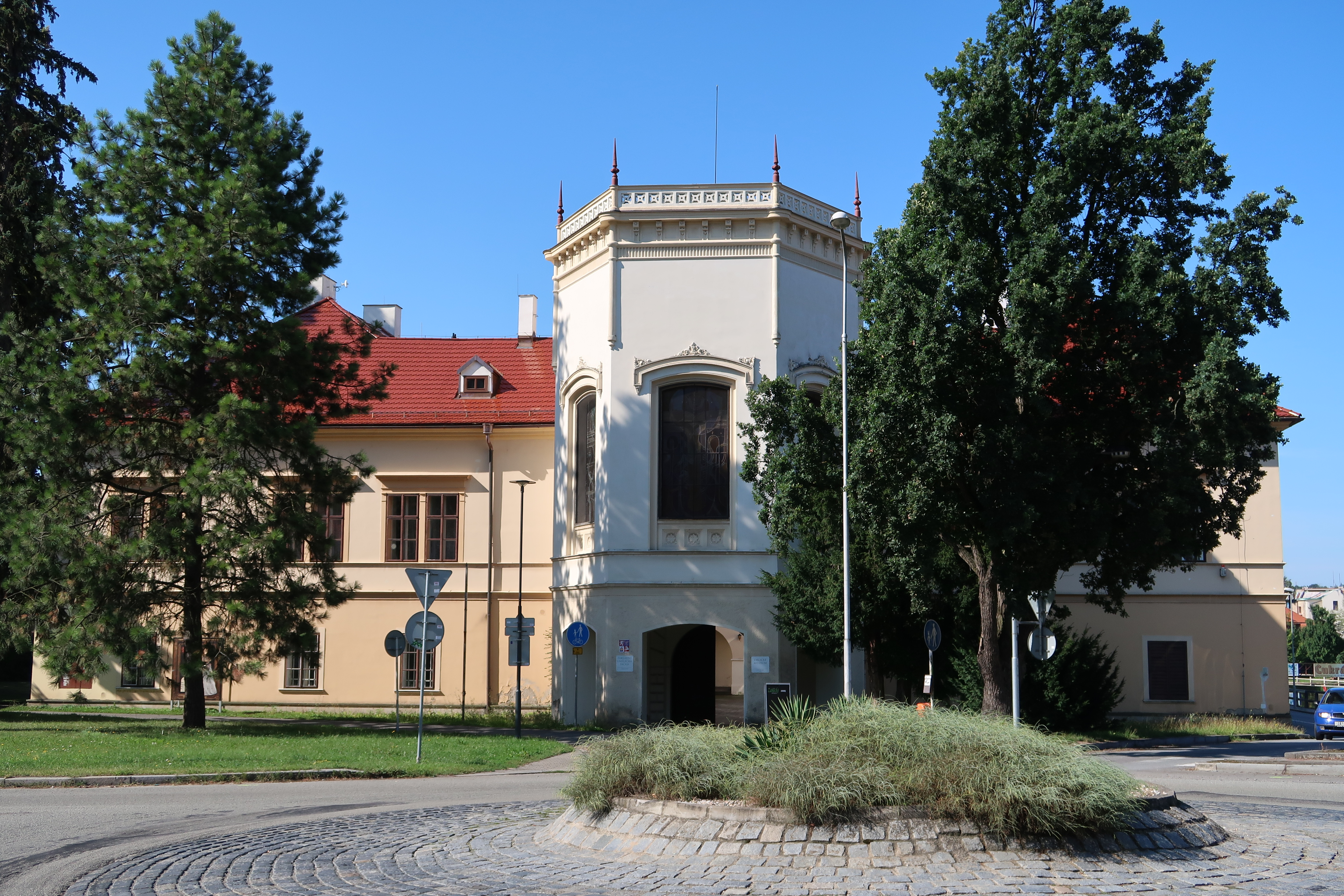
Pohled na kapli zámku v Chocni. Na zámku sídlí Orlické muzeum v Chocni.
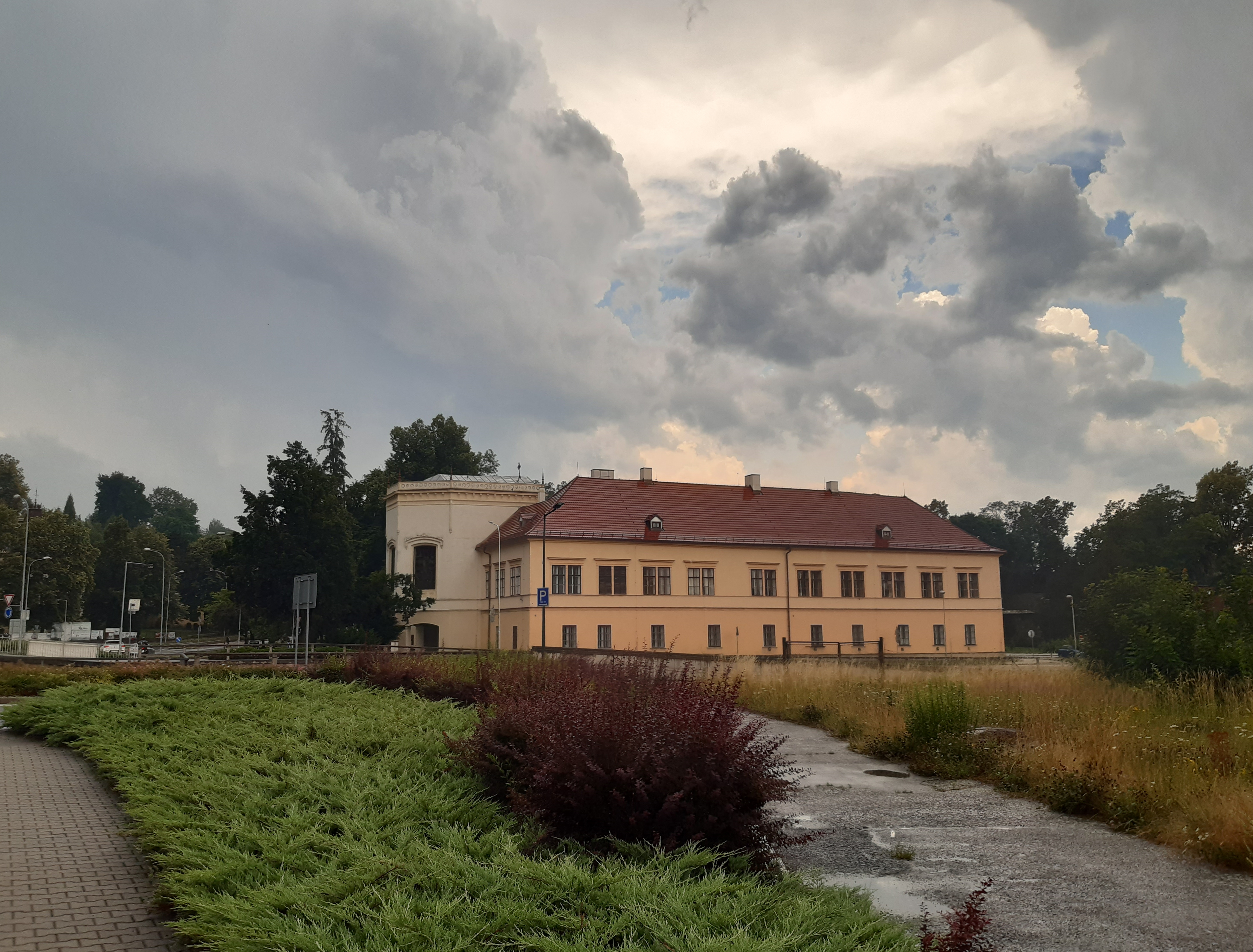
Pohled přes řeku Tichou Orlici na zámek v Chocni, sídlo Orlického muzea v Chocni.
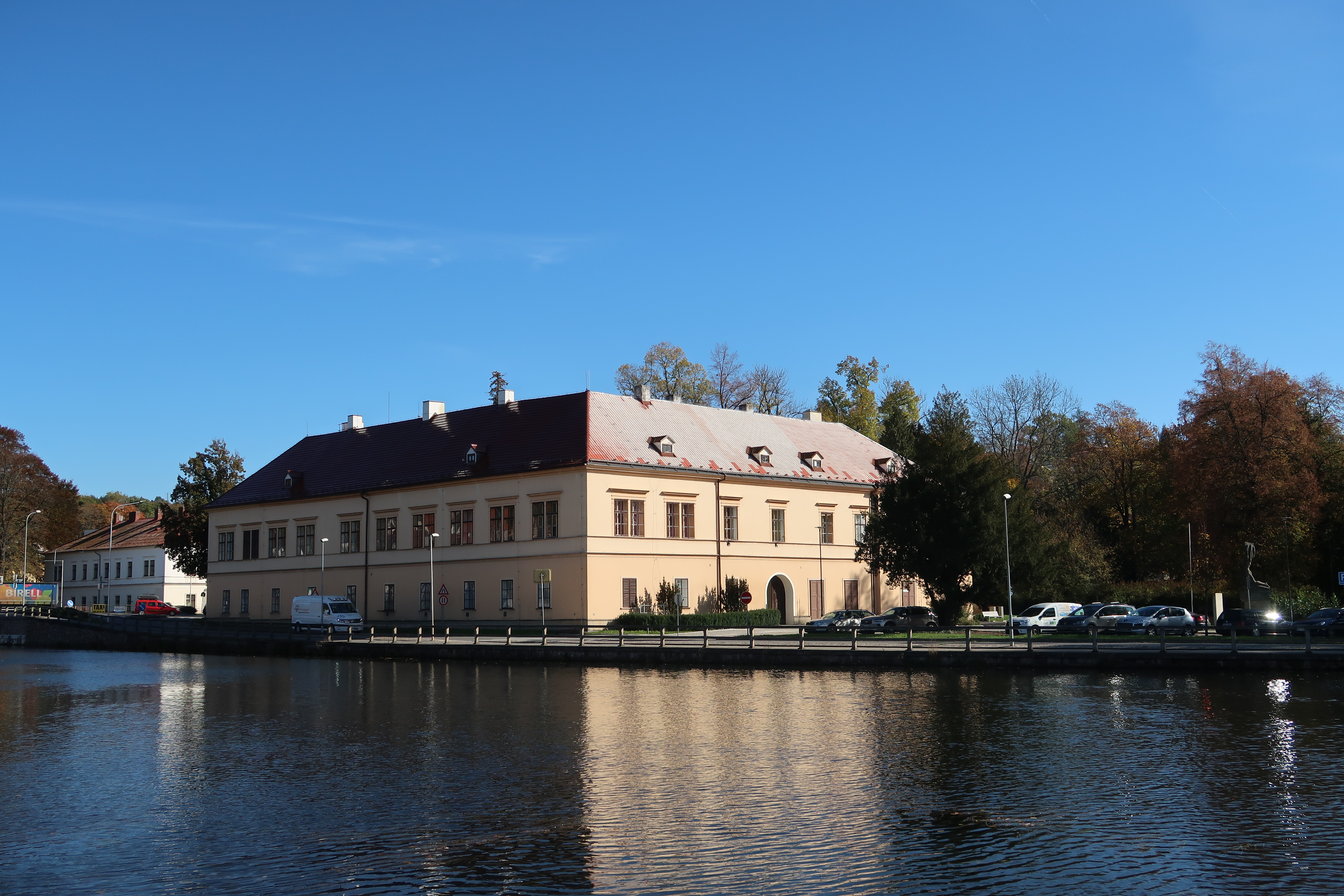
Pohled přes řeku Tichou Orlici na zámek v Chocni, sídlo Orlického muzea v Chocni.
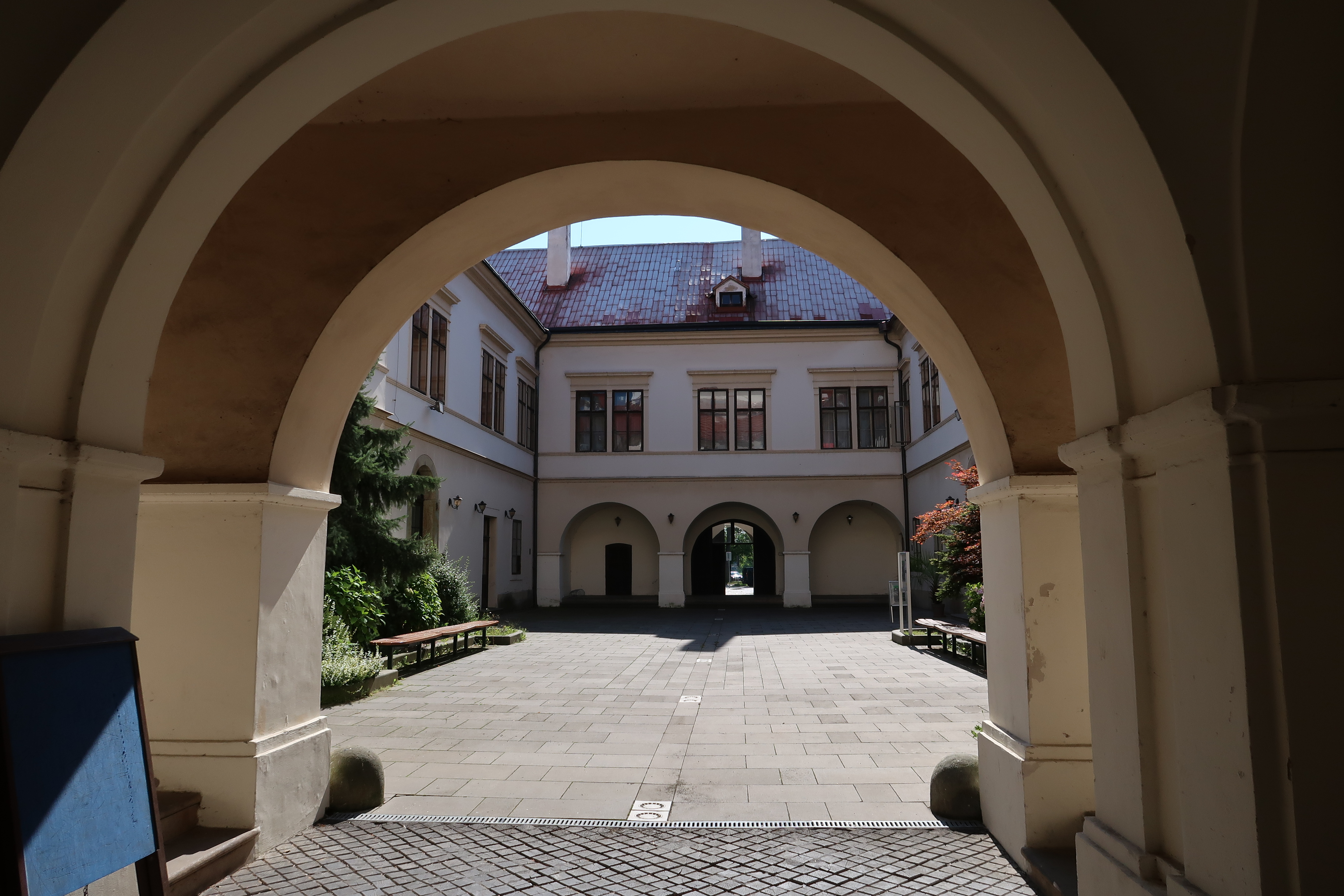
Nádvoří zámku v Chocni.
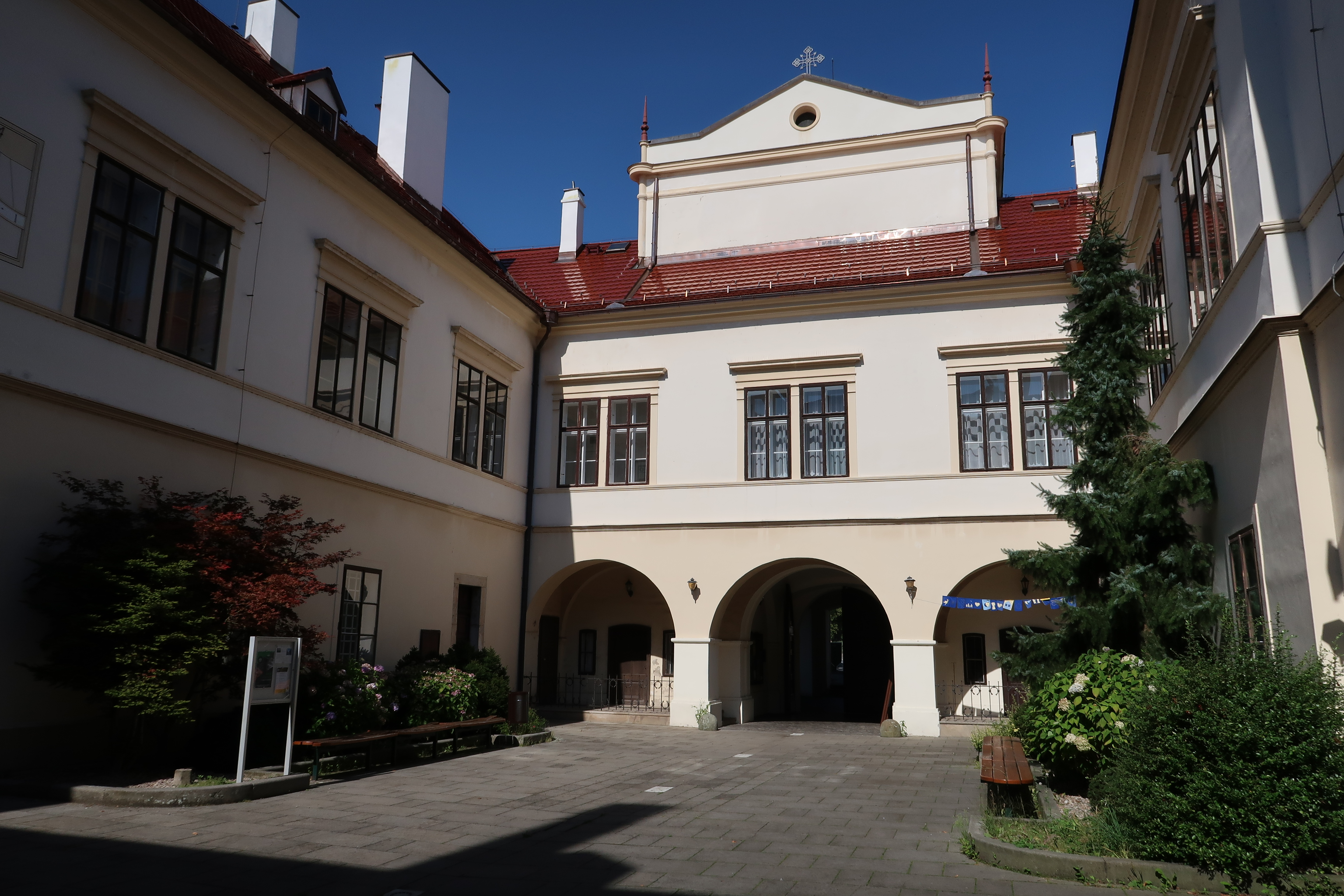
Nádvoří zámku v Chocni.
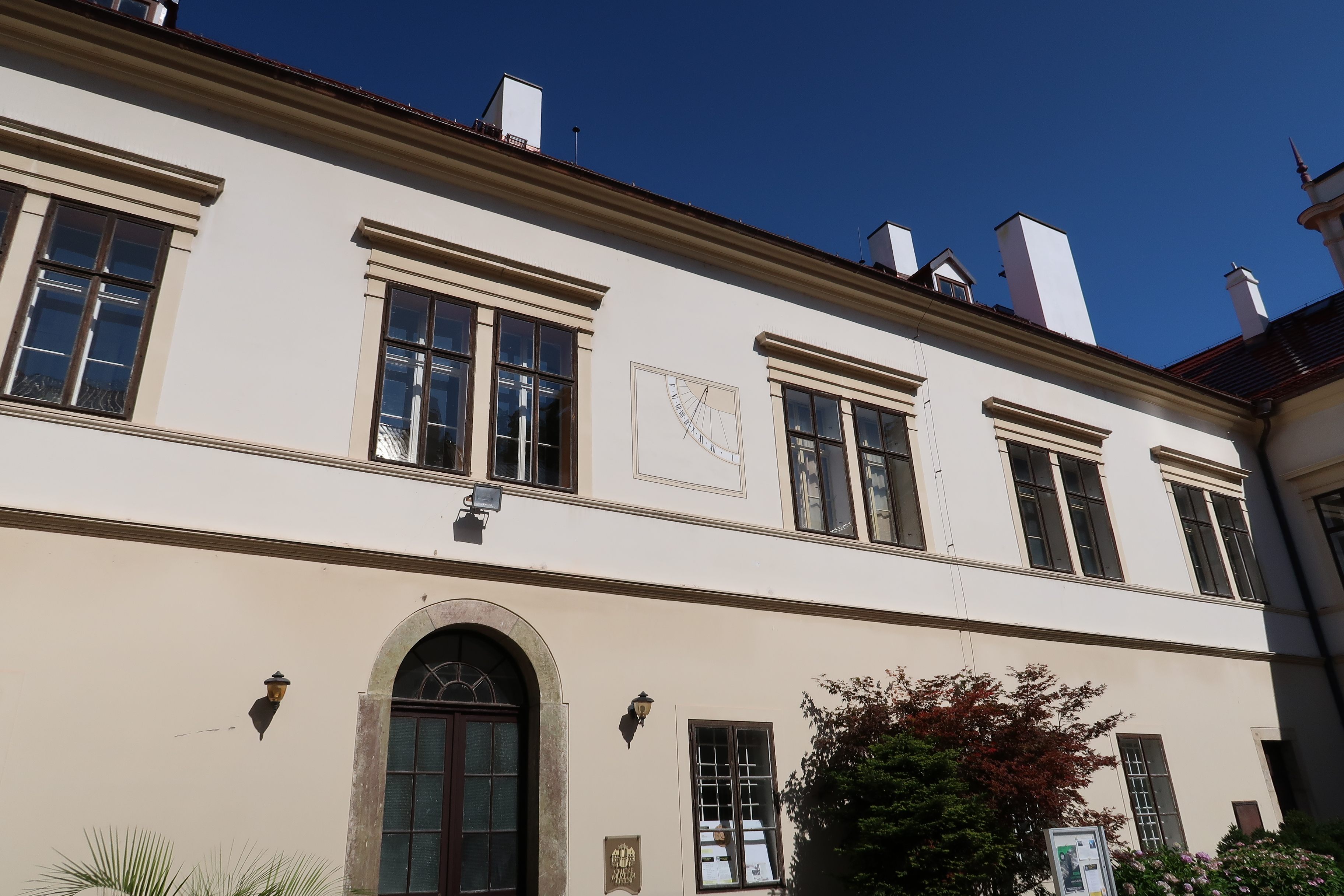
Nádvoří zámku v Chocni.
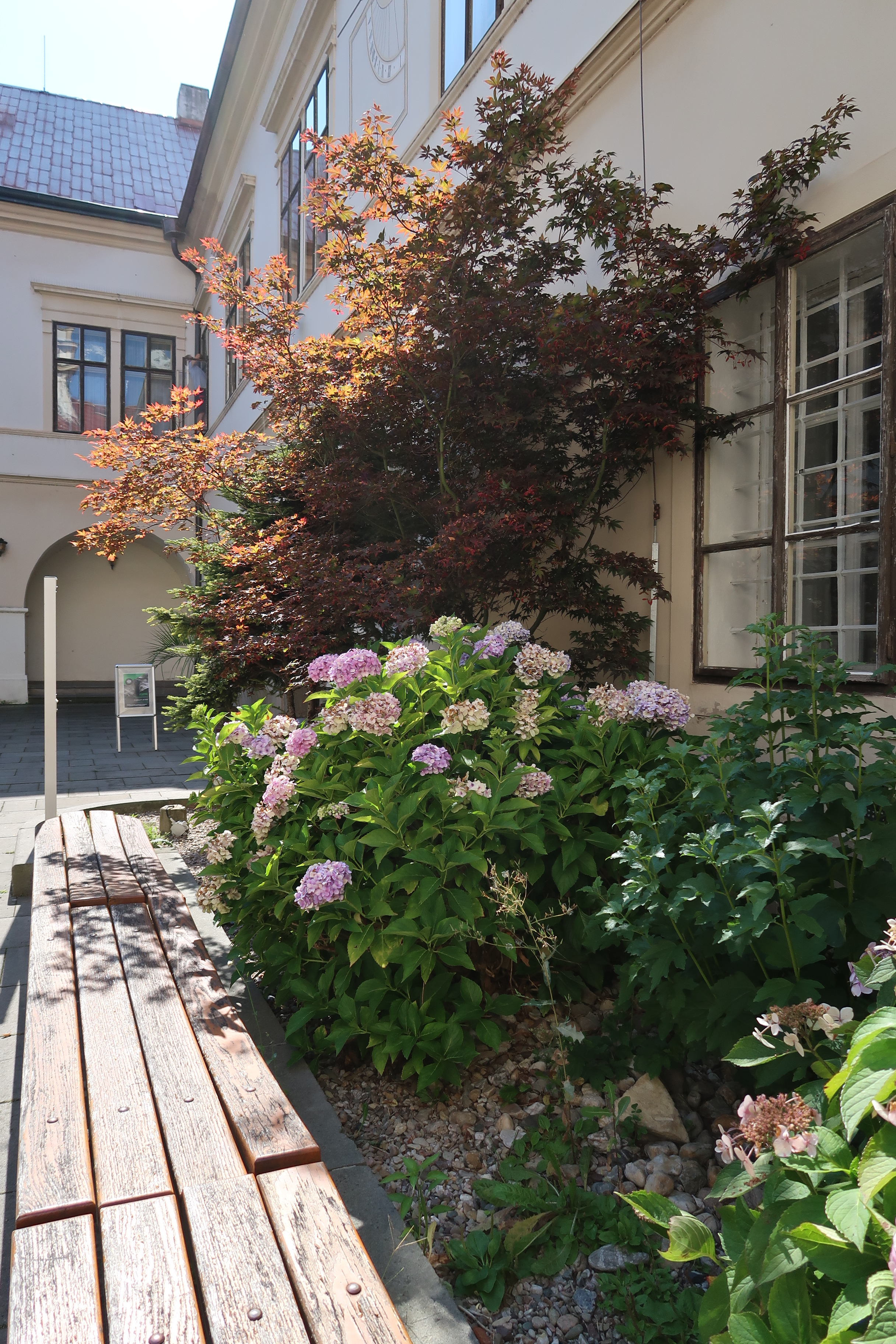
Nádvoří zámku v Chocni.
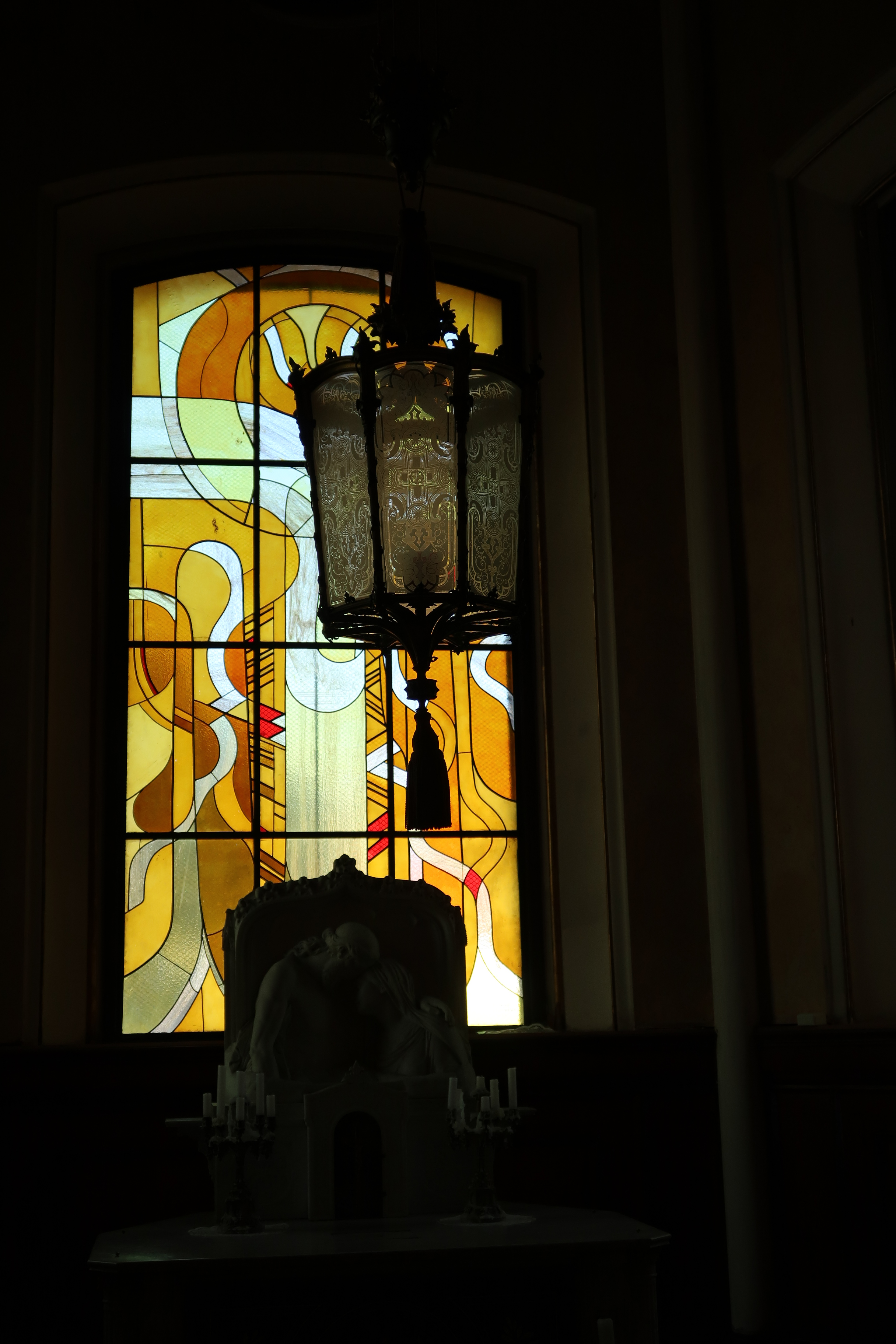
Interiér kaple choceňského zámku – spravuje Orlické muzea v Chocni.
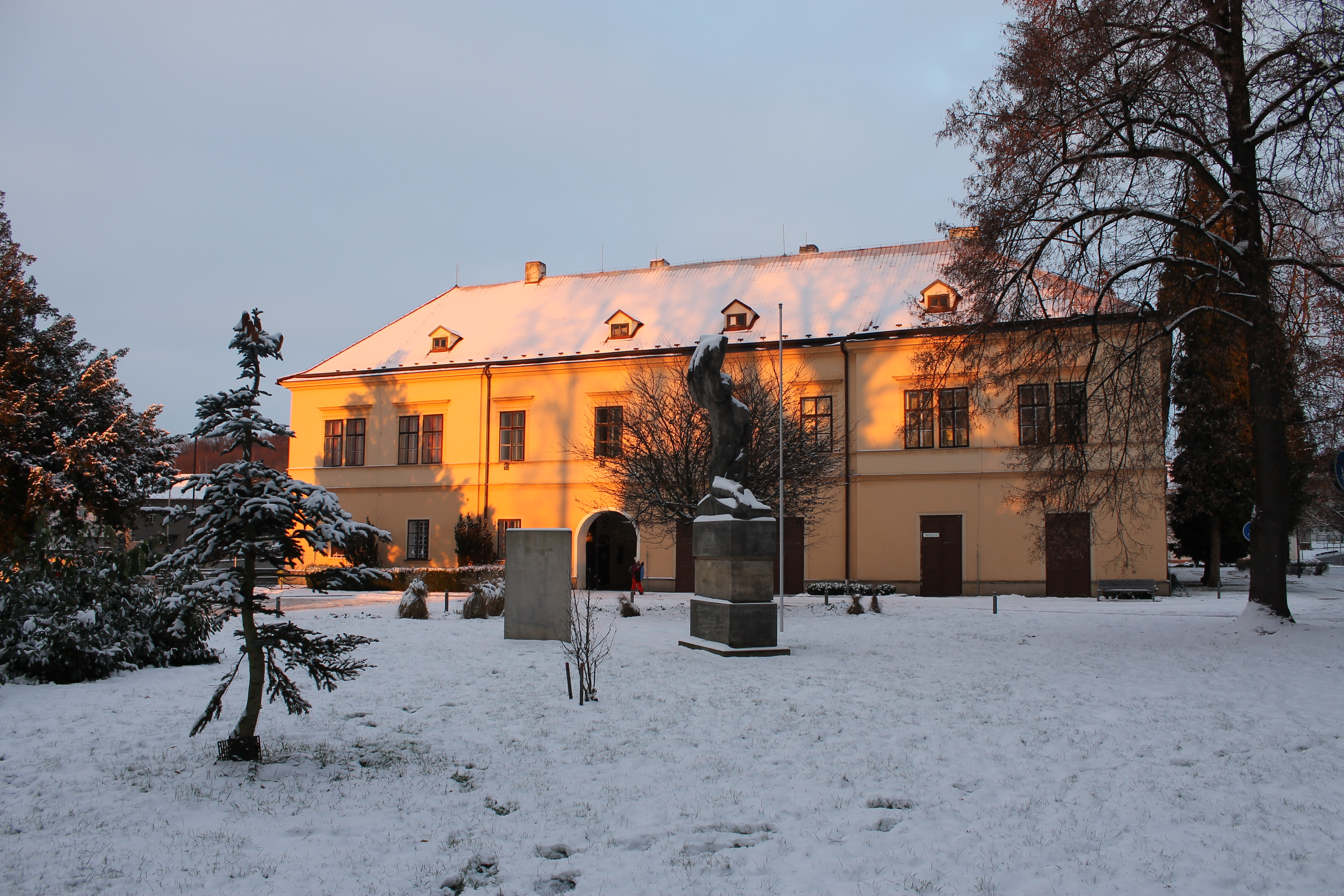
Pohled na zámek v Chocni od parku. Na zámku sídlí Orlické muzea v Chocni.
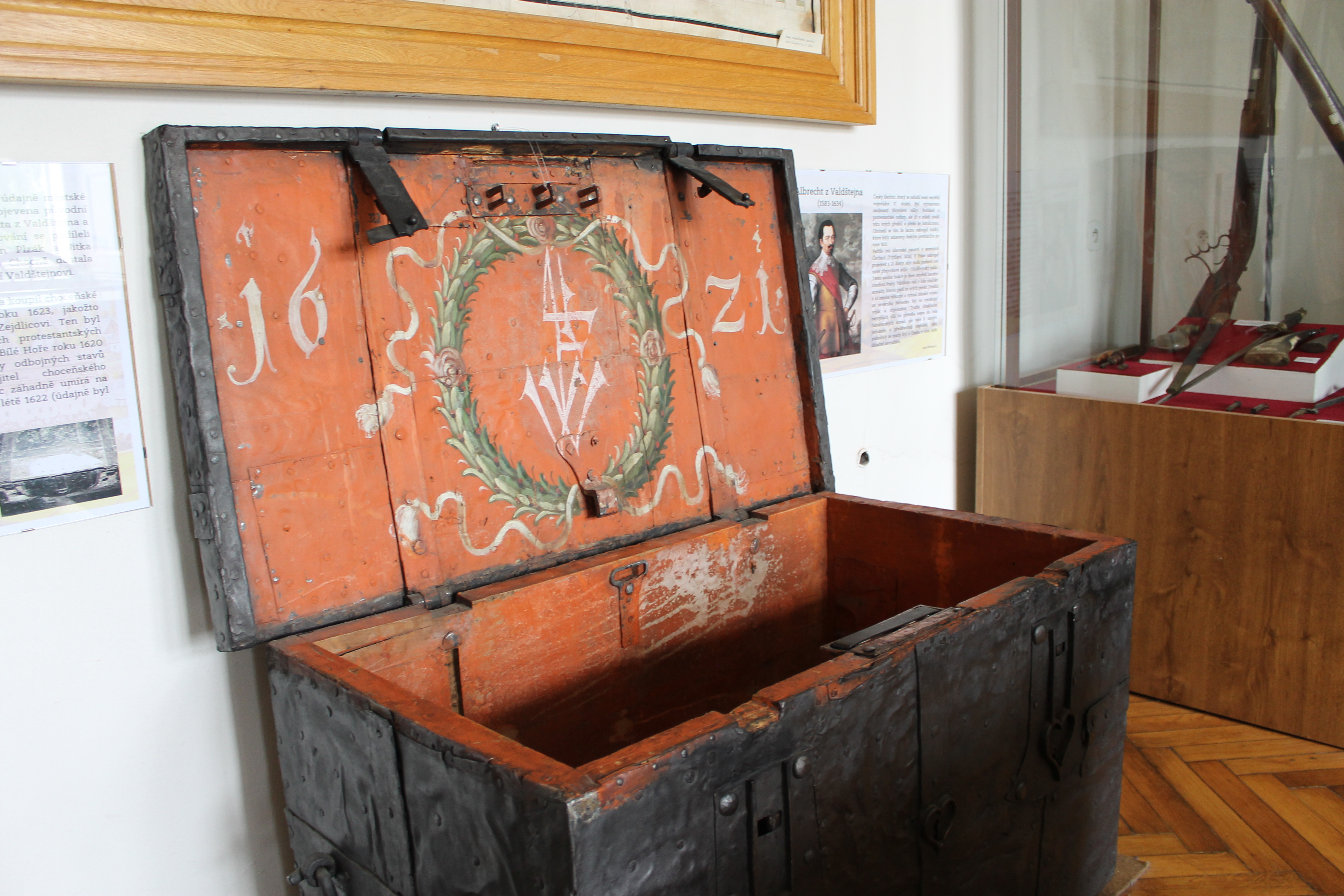
Truhla Albrechta z Valdštejna se nachází v expozici Orlického muzea v Chocni.